# Faludden

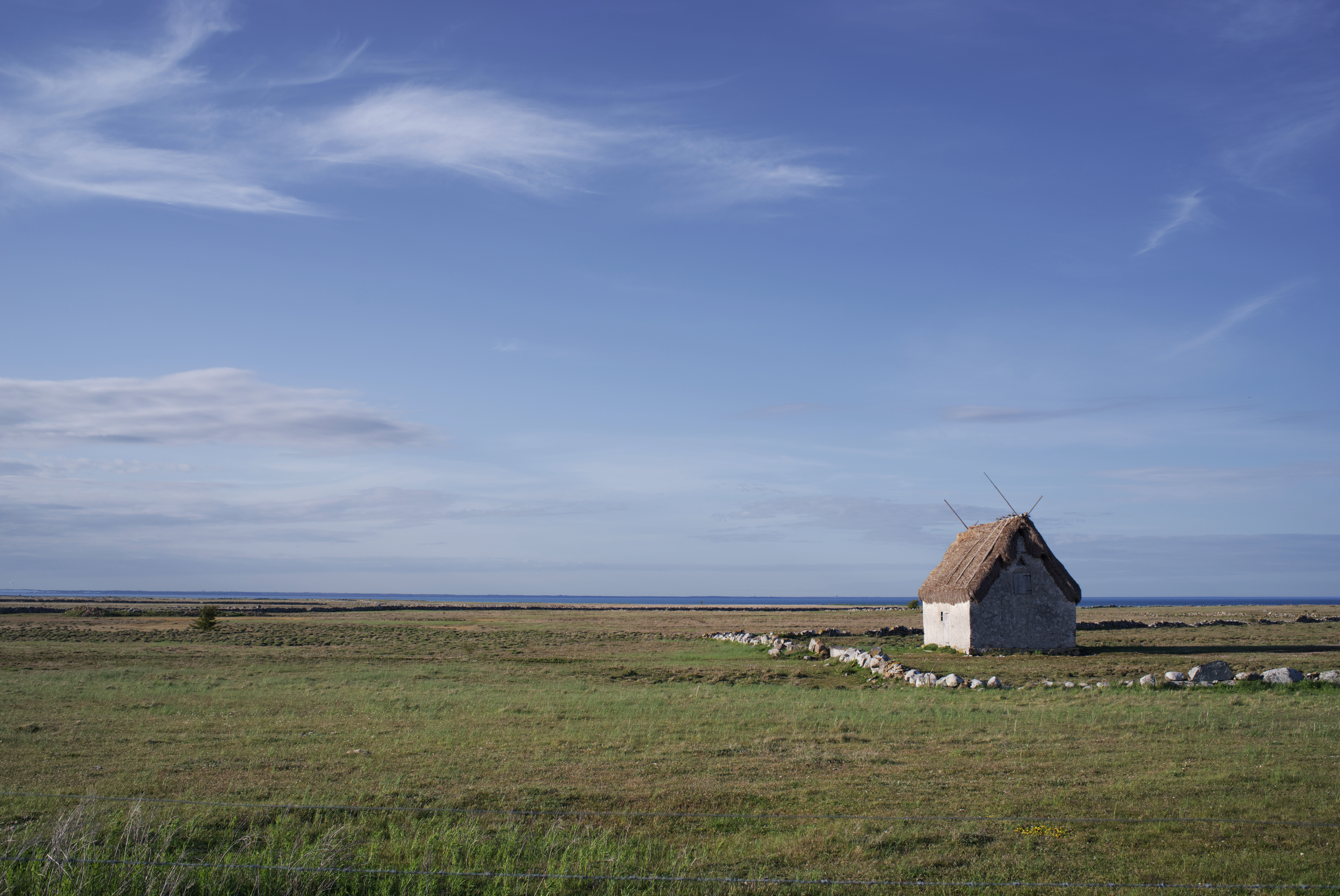

Faludden är en liten udde med kustfyr i Öja socken på sydöstra Gotland. Faludden går cirka fem kilometer rakt österut från Storsudret. Fyren byggdes år 1867 i järn enligt Albert Theodor Gellerstedts ritningar och är vitmålad. 
Man ansåg att det behövdes en fyr mellan Hoburgen och Östergarnsholm då en del skeppsbrott ägt rum i området. I oktober-november 1850 gick fyra fartyg på grund runt udden, hösten 1852 fyra fartyg och 1853 tre fartyg.
Fyren är ett skyddsobjekt och kan därför inte besökas hur som helst. Sjöfartsverket släckte Faludden i april 2009.

## Faluddens räddningsstation
År 1860 inrättades Faluddens livräddningsstation med en livräddningsbåt med plats för sex roddare, styrman och befälhavare. Mellan 1880 och 1920 räddades 200 personer från livräddningstationen.
Lotsverket fick medel beviljat av 1943 års riksdag att inköpa en motorräddningsbåt samt anlägga båthus och slip i Herrvik för att ersätta livräddningsstationen med roddräddningsbåt i Falviken.